# La presa (película de 1974)
La presa (título original en italiano: La preda) es una película erótica colombo-italiana dirigida por Domenico Paolella y protagonizada por Zeudi Araya, Franco Gasparri, Micheline Presle y Renzo Montagnani.

## Reparto
- Zeudi Araya es Nagaina.
- Franco Gasparri es Daniel.
- Micheline Presle es Betsy.
- Renzo Montagnani